# Grupo SGO
Grupo SGO ist ein Transportunternehmen in Angola. Es hat seinen Sitz in Viana, einer Stadt in der Metropolregion der Hauptstadt Luanda.

## Geschichte
Das Unternehmen wurde 2003 von den zwei angolanischen Firmen Sunninvest und Gênesis zusammen mit der ursprünglich brasilianischen Grupo Odilon Santos gegründet. Der Name leitet sich von den drei Anfangsbuchstaben ab.
Das Unternehmen unterhält Buslinien im Nahverkehr Luandas und Überlandbuslinien, insbesondere zu einer Reihe Provinzhauptstädte. Daneben betätigt sich das Unternehmen in der Müllabfuhr.
Insbesondere im Personenverkehr zwischen den Provinzen Angolas sieht das Unternehmen weitere Wachstumsmöglichkeiten, mit der fortlaufenden Verbesserung der Infrastruktur und anhaltender Konsolidierung der wirtschaftlichen und gesellschaftlichen Situation in Angola seit Ende des angolanischen Bürgerkriegs 2002.
Im Stadtgebiet von Luanda ist die SGO, nach der staatlichen Transportes Colectivos Urbanos de Luanda (TCUL), der wichtigste Betreiber öffentlichen Nahverkehrs. Zusammen mit dem Transportunternehmen Macon gilt die SGO zudem als größter Anbieter von Fernbusverkehr in Angola.
Im April 2014 traten Angestellte der SGO vorübergehend in Streik, um die ausstehenden Löhne von 1.800 der über 2.000 Angestellten des Unternehmens einzufordern.
Im August 2018 kündigte das Finanzministerium in einem Schreiben an alle Transportunternehmen das sofortige Ende der Subventionen der Fahrpreise für den innerstädtischen Busverkehr an. Das Unternehmen stellte daraufhin  den Betrieb ein und befindet sich in Liquidierung. Im Januar 2019 forderten die Angestellten erneut die Auszahlung ihrer Gehälter, die sie seit August 2017 nicht mehr erhalten haben.